# Edward Thomas

## Biographie
Philip Edward Thomas (3 mars 1878 – 9 avril 1917), de son nom de plume Edward Thomas, est un poète et essayiste britannique, d'origine galloise. Il est généralement considéré comme l'un des plus célèbres « poètes de guerre » britanniques, aux côtés de Wilfred Owen, Siegfried Sassoon, Isaac Rosenberg et Ivor Gurney. Il fait partie des seize "war poets" commémorés sur une stèle posée le 11 novembre 1985 au coin des poètes de l'Abbaye de Westminster, quoique très peu de ses poèmes, pour la plupart écrit en camp d'entraînement militaire, portent directement sur son expérience au front. 
Edward Thomas ne commence à écrire des poèmes qu’en 1914, alors que sa carrière en tant qu’auteur était déjà ancienne. Père de trois enfants, il s’engage dans les forces armées britanniques durant la Première Guerre mondiale à l'âge de trente-sept ans. Il meurt lors du premier jour de la bataille d'Arras le 9 avril 1917, peu de temps après son arrivée en France. Nombre de ses poèmes ont été mis en musique par le poète-combattant britannique et compositeur Ivor Gurney.

## Traduction
- Aldestrop et autres poèmes d'Edward Thomas. Sarah Montin (trad.) Thonon-les-Bains: Alidades, 2023.